# Gehad Sayed
Gehad Arafa Sayed (20 ottobre 1973) è un allenatore di calcio a 5 ed ex giocatore di calcio a 5 egiziano.

## Carriera
Come massimo riconoscimento in carriera vanta la partecipazione, con la nazionale egiziana, al FIFA Futsal World Championship 2000 in cui la selezione nordafricana è stata eliminata nel girone del secondo turno comprendente Brasile, Russia e Argentina. Sayed viene selezionato anche al successivo mondiale in cui l'Egitto si ferma al primo turno.